# Wim Dielissen

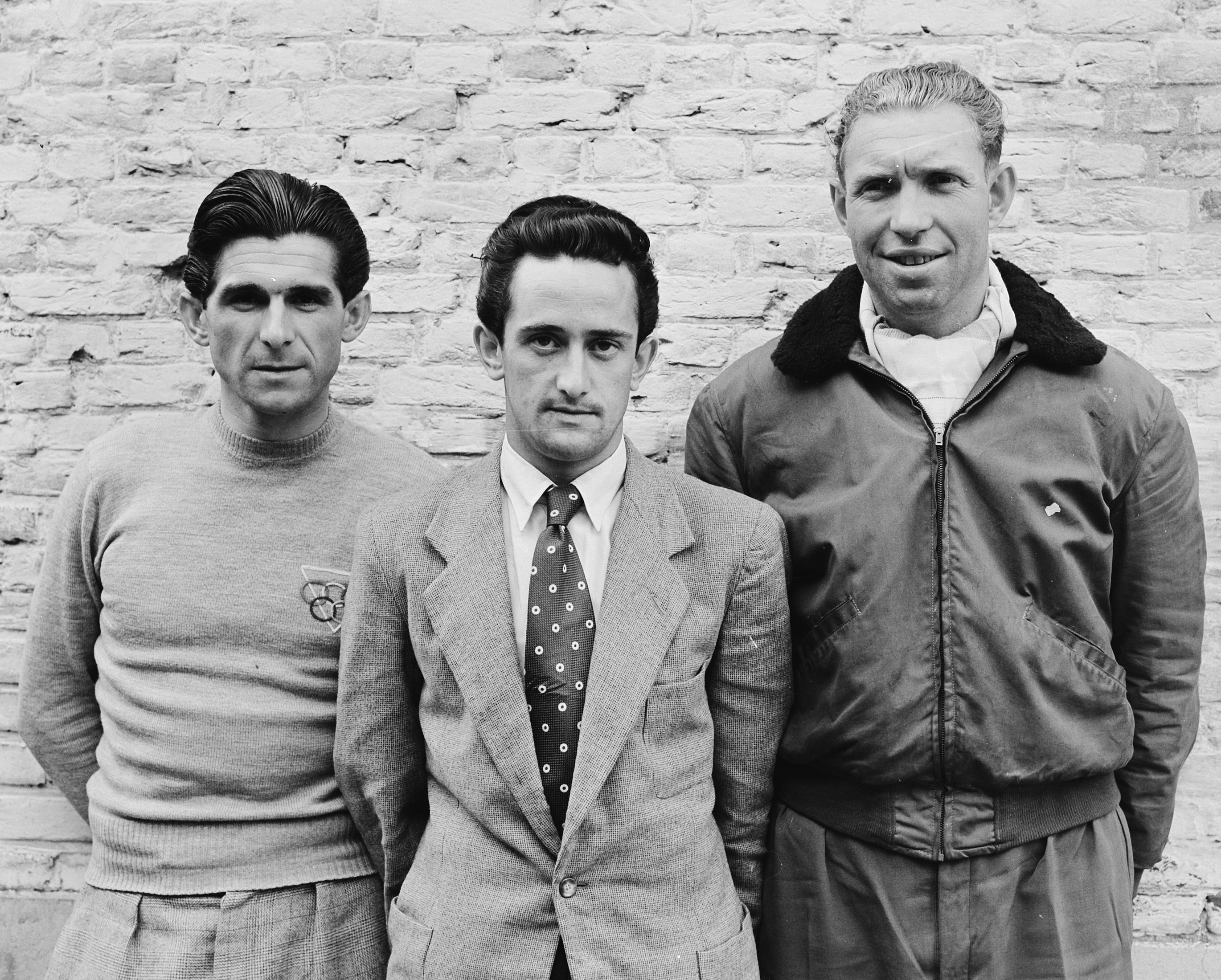
Dielissen, Hans Dekkers, Henk Faanhof

Wim Dielissen (* 17. Juni 1926 in Heeswijk, Bernheze; † 7. Januar 2002 in Eindhoven) war ein niederländischer Radrennfahrer und nationaler Meister im Radsport.

## Sportliche Laufbahn
1950 wurde er als Amateur nationaler Meister im Straßenrennen vor Hans Dekkers und gewann die niederländische Limburg-Rundfahrt.
Dielissen war von 1951 bis 1955 Berufsfahrer. 1951 bestritt er die Tour de France, schied aber aus der Rundfahrt aus.